# Eco de la montaña
Eco de la montaña es una película documental biográfico mexicano del 2014 sobre Santos de la Torre dirigido por Nicolás Echevarría. Fue una de las catorce películas preseleccionadas por México para presentarse al Oscar a la mejor película de habla no inglesa en los Premios Oscar de 2016, pero finalmente no fue seleccionada.

## Sinopsis
Este documental se centra en la obra y la vida del artista huichol Santos de la Torre, cuyo mural se ha exhibido desde su inauguración por el expresidente mexicano Ernesto Zedillo en 1997, en la estación de Palais Royal-Musée du Louvre. Sin embargo, la historia que el público aprende de Santos es que ni siquiera fue invitado a su presentación y cómo se montó erróneamente. Sólo así como la película empieza a reflejar el olvido y la marginación en la que viven Santos y su gente en su propio país.
La cámara de Echevarría sigue el proceso de Santos de la Torre y su familia ayudándole a hacer un nuevo mural que ilustre la historia, la mitología y las prácticas religiosas del pueblo huichol y también su peregrinación a Wirikuta, el lugar sagrado para él a donde va. para pedir permiso a sus dioses para crear su nueva obra.

## Recepción
Eco de la montaña fue proyectada de 2014 a 2015 en festivales como el Cinéma du Réel, el Festival Internacional de Cine de Chicago y el Festival Internacional de Cine de Berlín. En el Festival de Cine de Chicago, donde fue galardonado como mejor documental, una reseña de The Focus Pull decía: "La película de Echevarría es poderosa al revelar las historias y pensamientos que informan de una sola pieza de arte que, sin duda, se transpondrá a las nuevas culturas.Es tanto un documento de éxito sobre la creación de una obra de arte afectiva, como una obra de arte que afectaba”. Jay Weissberg de Variety celebró la cinematografía del documental escribiendo "nubes reflejadas en charcos, paisajes impresionantes, indescriptibles calidez de las caras arrugadas: todas estas son capturadas con amor mediante un uso magistral del encuadre y un uso sofisticado de rangos focales". Clarence Tsui, de The Hollywood Reporter, también escribió: "El documental de Echevarria recoge su vida y su cultura huichol de forma vívida y poética con algunas cámaras fluidas. Con toda la pieza que gira en torno al proceso de fabricación de un nuevo mural de la Torre, Echo of the Mountain se asemeja un ritual en sí mismo”.

## Reconocimientos
| Premio                                        | Año  | Categoría                     | Receptor(es)                                                | Resultado |  |
| --------------------------------------------- | ---- | ----------------------------- | ----------------------------------------------------------- | --------- |  |
| Festival de Cine de Abu Dhabi                 | 2014 | Mejor largometraje documental | Nicolás Echevarría                                          | Nominado  |  |
| Premio Ariel                                  | 2015 | Mejor largometraje documental | Nicolás Echevarría                                          | Nominado  |  |
| Premio Ariel                                  | 2015 | Mejor banda sonora            | Mario Lavista                                               | Nominado  |  |
| Festival Internacional de Cine de Chicago     | 2014 | Mejor documental              | Nicolás Echevarría                                          | Ganador   |  |
| Cinéma du Réel                                | 2014 | Cinéma du Réel Award          | Nicolás Echevarría                                          | Nominado  |  |
| DocsDF                                        | 2014 | Mejor documental mexicano     | Nicolás Echevarría, José Álvarez, Julio Chavezmontes, Piano | Ganadores |  |
| Festival Internacional de Cine de Guadalajara | 2014 | Mejor largometraje mesicano   | Nicolás Echevarría                                          | Ganador   |  |
| Festival Internacional de Cine de Guadalajara | 2014 | Mejor película iberoamericana | Nicolás Echevarría                                          | Ganador   |  |
| Festival Internacional de Cine de Guadalajara | 2014 | Special Jury Award            | Nicolás Echevarría, José Álvarez, Julio Chavezmontes, Piano | Ganadores |  |
| Festival de Cine Latinoamericano de Lima      | 2014 | Premio especial del jurado    | Nicolás Echevarría, José Álvarez, Julio Chavezmontes, Piano | Ganadores |  |
| Fenix Film Awards                             | 2014 | Mejor documental              | Nicolás Echevarría, José Álvarez, Julio Chavezmontes, Piano | Nominados |  |